# Argirolàgids
Els argirolàgids (Argyrolagidae) són una família extinta de metateris que visqueren a Sud-amèrica entre l'Oligocè i el Plistocè.